# Прабългарски език
Прабългарският език е мъртъв език, говорен в миналото от прабългарите. За него се съди главно от отделни запазени писмени фрази и от влиянието му върху езиците, за които се предполага, че са го наследили. По тези причини малко е известно за лингвистичните характеристики на езика, а класификацията му е спорна.

## Разпространение
Прабългарският език е говорен от прабългарите поне от времето на Стара Велика България (VII век), след това във Волжка България и Дунавска България. С известни основания може да се предположи, че в Дунавска България вероятно напълно изчезва след 9 век, когато официален език става старобългарският, който е разработен в преводите на Библията от Кирил и Методий и се основава на солунското славянско наречие. В него са запазени само отделни прабългарски думи, а идентификацията на други с прабългарския е спорна.
Предполага се, че прабългарският език се използва във Волжка България най-късно до 14 век, изместен от къпчакските тюркски говори, от които произлизат съвременните татарски и башкирски език и вече мъртвият кумански език. От него има запазени малък брой надгробни надписи на арабска азбука (дж-диалект с ротацизъм). Т.нар. „булгарски език“, споменат от Махмуд от Кашгар (11 век), не е волжко-прабългарски, а е z-диалект на езика, наречен от автора „къвчакски“. Чувашкият език се е развил от език, близък до прабългарския (или от негов волжко-прабългарски диалект), и е най-близкият до прабългарския език. В старотатарския език има отделни заемки от прабългарския език, но днешният татарски език е като цяло много различен от прабългарския.

## Класификация
Липсата на достатъчен езиковедски материал прави трудно класифицирането на езика на прабългарите.

### Сведения на древни автори и пътешественици
В обширните пътеписи на ал-Истахри от Х век след Христа се сравнява прабългарския език на Волжка България с езиците на съседните народи: 
„...езикът на българите прилича на езика на хазарите, а буртасите имат различен език, така както езикът на русите не е същият като езика на хазарите и буртасите.“ 
Ибн Хаукал е арабски географ от Х в. сл. Хр., който пътешества в периода 943 – 969 г. Той отново потвърждава, че „езикът на българите наподобява езика на хазарите“.
Персийският учен-енциклопедист, историк и лингвист ал Бируни (973 – 1048) отбелязва в своите трудове, че езикът на българите и сабирите е смесица между тюркски и хазарски.

### Огурска (булгарска) езикова група
Традиционно българската и световната наука приемат, че той е от групата на тюркските езици, като се обединява с хазарски, хунски, тюрко-аварски (да не се бърка със съвременния аварски език) и чувашки език в подгрупа, наречена огурски езици, значително отличаваща се от останалите тюркски езици. По същество съхранените прабългарски думи са много по-близки до чувашки, монголски и тунгусо-манджурски и са в най-далечно положение от тюркските езици, което прави обединението им с тях доста спорно и проблематично. Освен това във времето и пространството съществува сериозно разминаване в етногенезата на прабългарите и тюрките.
Сред основните източници за анализ на прабългарския език са неславянските числови изрази в „Именник на българските ханове“, като академичните изследователи ги идентифицират като тюркски. Анализът на имената на прабългарските племена също води до противоречиви изводи, като произходът на различните имена е тюркски, ирански и угро-фински. Предимно тюркски, но и ирански влияния показва и изследването на личните имена на прабългарски владетели и на писмените паметници на Балканите.
Наличието едновременно на тюркски, ирански и угро-фински елементи в прабългарския език може да има различни обяснения – тюркски или тюрцизиран елит при ираноговорещо население, тюркоговорещо население и влияние на съседните ираноезични народи, смесване на етнически групи с различен произход. Ограничените данни за езика и ранната история на прабългарите не дават възможност за еднозначно разрешване на проблема.

### Сходство с хунски езикови остатъци
Според класификацията на лингвиста Омелян Прицак езикът на дунавските прабългари е бил сходен на хунския език. Той смята, че като част от алтайските езици, хунският е заемал междинно положение между тюркските и монголските езици, но е бил по-близък до тюркските, като показва известно сходство с турския и якутския език.
Според Антоанета Делева – Гранберг прабългарският език е уникален измежду всички алтайски езици, като има общи характеристики с хунския език, като е формиран в района на северозападните граници на Китай в периода 5 – 3 век преди новата ера. Според нея в него има заемки от иранските езици (най-вече имена и културни термини) и има някои характеристики, които не са свързани с алтайските езици (тюркски и монголски). Гранберг нарича прабългарския език „хуно-български“, както е дефиниран от Омелян Прицак, тъй като според нея „протоезикът“ е теоретична конструкция, а хуно-българският език е бил жив език.

### Иранска хипотеза
Някои съвременни български изследователи като Петър Добрев, Божидар Димитров го свързват по-скоро с иранските езици. Според проф. Раймонд Детрез иранската хипотеза е популяризирана в резултат на антитурските настроения, зародили се по време на т. нар. Възродителен процес и има изразен националистически уклон. Той изтъква, че сериозните научни кръгове приемат за водеща тезата за тюрко-алтайския произход на езика на прабългарите, а иранската хипотеза е маргинална от научна гледна точка. Според Веселин Бешевлиев наличието на ирански имена у първобългарите предпоставя, че в етногенезиса им са участвали и ирански етнически елементи.

## Речников запас
Следната таблица онагледява етимологията на някои прабългарски думи, заети в унгарския език.
| унгарска дума        | значение | тюркска етимология | сродни думи                                  |
| -------------------- | -------- | ------------------ | -------------------------------------------- |
| borjú                | теле     | *buŕa-gu           | чув. пӑру, тур. buzağı „теле“                |
| borsó                | грах     | *burčak            | чув. пӑрҫа „грах“                            |
| gyertya              | свещ     | *jar-              | чув. ҫурта „свещ“                            |
| gyöngy (рус. жемчуг) | бисер    | *jinčü             | чув. ӗнчӗ „синци,мънисто“, тур. inci „бисер“ |
| gyümölcs             | плод     | *jẹ̄miĺč            | чув. ҫимӗҫ, тур. yemiş „плодове“             |
| gyűrű                | пръстен  | *jüŕük             | чув. ҫӗрӗ, тур. yüzük „пръстен“              |
| ír                   | пиша     | *jạŕ-              | чув. ҫыр, тур. yazmak, тат. язарга „пиша“    |
| ökör                 | вол      | *öküŕ              | чув. вӑкӑр, тур. öküz „бик“                  |
| sárga                | жълт     | *siarɨg            | чув. шурӑ „бял“, тур. sarı „жълт“            |
| sok                  | много    | *čok               | тур. çok „много“                             |
| szél                 | вятър    | *jẹl               | чув. ҫил, тур. yel „вятър“                   |
| szér                 | място    | *jẹr               | чув. ҫер, тур. yer „земя“                    |
| szőlő                | грозде   | *jidge-lek         | чув. ҫырла, тур. çilek „ягода“               |
| szab                 | кроя     | *jib               | чув. ҫӗв, тур. yiv, тат. җөй „шев“           |
| szűcs                | кожухар  | *jib-či            | чув. ҫӗвӗҫ „шивач“                           |
| üröm                 | пелин    | *eŕen              | чув. эрӗм, каз. изен „пелин“                 |

Следната таблица онагледява етимологията на някои предполагаеми прабългарски думи, запазени в старобългарския и българския език.
|                             | значение                                                       | тюркска етимология                     | сродни думи и заемки |
| --------------------------- | -------------------------------------------------------------- | -------------------------------------- | --- |
| Балчик, Балик               |                                                                | *bialɨk                                | др-тюрк. balɨq, чув. пӳлер „крепост“ |
| белег                       |                                                                | *bil-                                  | чув. палӑк „знак, паметник“, чув. пӗл, тур. bilmek, тат. белергә, каз. білу „знам“; заета в унг. bélyeg „марка“                                                                          |
| бѣльчоугъ (стб.)            | пръстен                                                        | *bilčük / *bilčik                      | чагат. biläzik „белезник“, тат. беләзек „гривна“, тур. bilezik „гривна“ |
| бъбрек                      |                                                                | *bögür / *bögrek                       | чув. пӳре, тат. бөер, др-тюрк. bögür, тур. böyrek, монг. бөөр „бъбрек“; заета в турски böbrek                                                                                            |
| виря                        | надигам                                                        | *ȫŕ- „нагоре“                          | чув. вир „връх“, др-тюрк. üze/öze, тур. üzerinde „върху, над“ |
| газя                        |                                                                | *geč-                                  | чув. каҫ „газя, преминавам“, тур. geçmek „преминавам, пресичам, преплувам“ |
| губер                       | одеяло                                                         | *qöbüŕ / *qebiŕ „килим“                | тур. диал. köyüz, узб. кигиз „килим“; заета в рус. ковёр, чеш. kober, пол. kobierzec „килим“                                                                                             |
| дохторъ (стб.)              | възглавница                                                    | *jạŕtuk / *jạtŕuk                      | чув. ҫытар, тур. yastık, каз. жастық „възглавница“, тат. ястык „дюшек“ |
| кандиѩ (стб.)               | църковно звънче                                                | *qendük                                | чув. канти „кръгла дървена чаша“, азр. кәнди „съд за брашно/зърно“; бълг. кънтя (за камбана), заета в рус. кандея, укр. кандiйка „дървена чаша за светена вода“, виз.грц. κοντίον „чаша“ |
| капь (стб.)                 | образ, икона                                                   | *gēp                                   | чув. кап, др.-тюрк. kep „образ“; бълг. капище „храм“, заета в унг. kēp „образ“ |
| книга                       |                                                                | *küiniv, *küinig < кит. k`üen „свитък“ | ст.-уйг. kuin, kuinbitig „книга“; заета в слав. кънига, унг. könyv „книга“, ерзян. конёв „хартия“                                                                                        |
| коварен                     |                                                                | *qob „заговор“                         | чув. кавар „заговор“, тур. kovucu „доносник“, монг. хуурах „мамя“; заета в рус. коварнный                                                                                                |
| ковъчегъ (стб.)             | ковчег                                                         | *qapɨrčak                              | чагат. qapɨrčaq „ковчег“, тур. kapçık „малък съд“, монг. хайрцаг „кутия“; заета в унг. koporsó „ковчег“, рус.ковчег-гроб,укр.ковчег-труна, срб.ковчег-Lijes                              |
| колчан                      |                                                                | *qeĺ                                   | др.-тюрк. keš „колчан“; заета в тат. калчан, рус. колчан |
| корем                       |                                                                | *qạrɨn                                 | чув. хырӑм, тур. karın, тат. карын, каз. қарын „корем“ |
| косер                       |                                                                | *kes- „режа“                           | чув. кас, тур. kesmek, тат. кисәргә, каз. кесу „режа“; заета в слав. коса (за жътва), унг. kés „нож“                                                                                     |
| кърчаг (стб.)               | вид съд                                                        | *qapɨrčak                              | чагат. qapɨrčaq „ковчег“; заета в унг. korsó „кана“ |
| ολγου (олгу) (стб.)         | велик                                                          | *ulug                                  | тур. ulu „велик“, тат. өлкән „по-възрастен“ |
| пале                        | кученце                                                        | *bāla                                  | тат. бала „дете“, чув. пултӑр „бълдъза“ |
| пахар (стб.)                | чаша                                                           | *bakɨr                                 | тур. bakır, чув. пӑхӑр „мед“; заета в рум. păhar „чаша, стомна“, унг. póhár „чаша“, слов. pohár „чаша“                                                                                   |
| пашеног (стб.)              | баджанак                                                       | *bāča                                  | чув. пуҫана, тур. bacanak „баджанак“ |
| порой                       | силен дъжд                                                     | *bora                                  | туркм. bora, каз. борау „силен снеговалеж“, монг. бороо хур „дъжд“ |
| самъчии (стб.)              | управител                                                      | *som                                   | чув. сум „число“, тур. san „сан, чин“; заета в унг. szám „число“, слав. санъ |
| сипаничев                   | болен от шарка                                                 | *čɨ̄pgan                                | чув. ҫӑпан, тур. siban „цирей“; заета в рус. сыпь „вид болест“ |
| сиромах                     | беден човек.                                                   | монг. *čira-ma                         | чув. ҫарамас „гол, съблечен“, монг. чармай „гол“ |
| сулица (стб.)               | късо копие                                                     | *sīĺ „остър“                           | чув. шӑл „зъб“, тур. šiš „шиш“, тат. шеш „стожер“, каз. ұшы „острие“ |
| телѣга (стб.)               | кола                                                           | *Tilgen „колело“                       | др.-тюрк. tilgen „колело“, монг. тэрэг „каруца“; бълг. талига, заета в унг. talicska ръчна количка                                                                                       |
| тояга                       | дебела, здрава, дълга пръчка                                   | *daja-                                 | чув. туя „жезъл, тояга“, тур. dayak „опора, подпора, тояга, резе на врата, бой, побой“                                                                                                   |
| тълмач, тлъкъ (стб.)        | тълкувам                                                       | *dɨl/*dil                              | чув. чӗлхе, тат. теле „език“, тур. dilmaç преводач; бълг. тълмач, заета в унг. tolmács, слав. толмач, ср.-нем. tolmetsche (1300 г.) „преводач“                                           |
| търкалям                    | навивам                                                        | *dǖr–                                  | чув. тӑркӑс „колело за игра“, тӗркеле „увивам“, тат. төренергә „увивам се“ |
| тыкръ (стб.)                | огледало                                                       | *deg- „кръг“                           | чув. тӗкӗр „огледало“, тур. değirmen „мелница“; заета в унг. tükör „огледало“ |
| урва                        | стръмно място, стръмнина                                       | *üŕ- „чупя“                            | чув. ур „ров“, тат. өзәргә „късам, ръфам“ |
| чертог                      | дворец                                                         | перс. čar „4“ + тюрк. *otag „стая“     | тур. oda „стая“ |
| чигот                       | праб. военна титла                                             | *jEgit                                 | тур. yiğit „юначага“, тат. егет „храбрец“ , чув. „егет“ „юначага“ |
| чука                        | връх                                                           | joq-                                   | тур. yokuş „нанагорнище“, каз. җоғарғы „горен“ |
| чумеря се                   | мръщя се                                                       | неизв.                                 | чув. шӑмар „сърдя се; разваля се (за време)“, унг. csömör „гадене, отврат“ |
| шавар                       | тръстика                                                       | *siaŕ „блато“                          | чув. шур, тат. саз „блато“, тур. saz „тръстика“; заета в унг. sár „кал, мръсотия“ |
| шаран                       | вид риба                                                       | *sāŕgan                                | тур. sazan, каз. сазан „шаран“; заета в унг. sárkány „дракон“ |
| шаръ, шарити, шаръчи (стб.) | боя, художник                                                  | < кит.?                                | чув. сӑрӑ „боя“, монг. зураач „бояджия“; бълг. шарен, заета в рус. шар, срб. шара, словен. šar                                                                                           |
| шейна                       | кола върху плазове за придвижване или превозване по сняг и лед | неизв.                                 | чув. ҫуна, манс. son, саам. tsuna шейна, монг. цана „шейна“ |
| шиле                        | голямо агне (до една година)                                   | *sīĺe-gu                               | тур. şişek „шиле“ |
| шуга                        | вид болест                                                     | *sögil                                 | чув. шӗкӗл, тур. siğil, тат. сөял „брадавица“ |
| шуртя                       | процеждам се                                                   | *süŕ- „шуртя“                          | чув. сӗр „цедя“, тур. süzmek „цедя“; заета в унг. szűr „процежда се“ |

Следната таблица онагледява етимологията на някои волжко-прабългарски думи, известни от многобройни каменни надгробни надписи от територията на Волжка България, написани с арабски букви.
| Дума на волжко-прабългарски | Примерна транслитерация | Съвременен чувашки аналог | Съвременен татарски аналог | Значение на думата |
| --------------------------- | ----------------------- | ------------------------- | -------------------------- | ------------------ |
| هیر                         | хир                     | хӗр                       | кыз                        | дъщеря, момиче     |
| أول                         | авл                     | ывӑл                      | ул                         | син                |
| آیح                         | айх                     | уйӑх                      | ай                         | месец              |
| جال                         | джал                    | ҫул                       | ел                         | година             |
| تواتو، تواتة                | туату, туата            | тӑват (тӑ)                | дүрт                       | четири             |
| آلط، آلطی                   | алты, алт               | улт (тӑ)                  | алты                       | шест               |
| جتی، جیات                   | джиат, дж-ти            | ҫич (чӗ)                  | җиде                       | седем              |
| سکر                         | с-к-р                   | сак(к)ӑр                  | сигез                      | осем               |
| طحر، طحور                   | т-хур, т-х-р            | тӑх(х)ӑр                  | тугыз                      | девет              |
| وان                         | ван                     | вун (нӑ)                  | ун                         | десет              |
| جیریم، جرم                  | джирим, дж-р-м          | ҫирӗм                     | егерме                     | двадесет           |
| ووطر                        | вут-р                   | вӑтӑр                     | утыз                       | тридесет           |
| جور                         | джур                    | ҫӗр                       | ѝөз                        | сто                |

## Фонетични особености
От таблиците се вижда, че за прабългарския език, както и за съвременния чувашки език са характерни ротацизъм и ламбдаизъм, т.е. съгласните от тюркския праезик ŕ и ĺ преминават в r и l, докато в останалите тюркски езици преминават в z и š. Друга фонетична промяна е преходът на начално s в š, която е характерна и за чувашкия език.
Някои изследвания (Добрев, Ив., 2005) предполагат, че за прабългарския език са характерни стесняване на широките гласни и разширяване на тесните гласни, но това е трудно доказуемо, поради наслагване на по-късни звукови промени в старобългарския език.